# Villerville
Villerville là một xã ở tỉnh Calvados, thuộc vùng Normandie ở tây bắc nước Pháp.

## Dân số
| 1946                                                            | 1954 | 1962 | 1968 | 1975 | 1982 | 1990 | 1999 |
| --------------------------------------------------------------- | ---- | ---- | ---- | ---- | ---- | ---- | ---- |
| 728                                                             | 801  | 750  | 728  | 722  | 733  | 686  | 676  |
| Nombre retenu à partir de 1962: Population sans doubles comptes |      |      |      |      |      |      |      |